# Щеглов, Пётр Владимирович
Пётр Влади́мирович Щегло́в (4 сентября 1932, Ташкент — 19 декабря 2001, Москва) — советский и российский астроном, астрофизик-практик, доктор физико-математических наук, профессор. Главный научный сотрудник Государственного астрономического института имени П. К. Штернберга.

## Биография
П. В. Щеглов родился 4 сентября 1932 года в г. Ташкенте в семье научных работников Владимира Петровича Щеглова и Ольги Михайловны Щегловой.
В 1954 году с отличием окончил механико-математический факультет МГУ. После защиты кандидатской диссертации «Фотометрическое исследование некоторых астрономических объектов в области длин волн 8000-12000 Å» в 1958 году становится сотрудником Отдела радиоастрономии ГАИШ под руководством И. С. Шкловского. С 1960 года — старший, с 1987 года — ведущий, с 1993 года — главный научный сотрудник ГАИШ.
В 1970 году защитил докторскую диссертацию «Интерферометрическое исследование газовых туманностей и ночного неба с применением усилителей изображения». В 1988 — 1993 годах заведовал Лабораторией научной фотографии и фотоэлектрических приёмников. Профессор с 1992 года.
П. В. Щеглов умер 19 декабря 2001 года в Москве.

## Научно-педагогическая деятельность
Астрофизик-практик. В начале 1950-х годов был ориентирован В. И. Красовским на разработку контактного метода фотографирования. С этой поры П. В. Щеглов занимался созданием приборов и разработкой новых методов для повышения информативности астрономических наблюдений.
Участвовал в первых в СССР космических исследованиях с применением электронно-оптических преобразователей (ЭОП). В конце 1950-х — начале 1960-х годов совместно с В. Ф. Есиповым создал контактный ЭОП и разработал на его основе приёмники излучения, которые усиливали в сотни раз сигнал от слабых космических объектов и сделали возможными наблюдения ИСЗ. С помощью ЭОП в слабых диффузных туманностях им были открыты быстрые движения ионизованного водорода (HII), которые совместно с С. Б. Пикельнером он интерпретировал как эффект взаимодействия с веществом туманностей звёздного ветра от погруженных в них звёзд. Обнаружил метастабильную эмиссионную линию девятикратно ионизованного железа (λ 6374 FeX) в волокнистой туманности в созвездии Лебедя и исследовал её с помощью сконструированного им специализированного спектрометра. Объяснил изменением солнечного ветра и солнечной активности обнаруженную им в начале 1960-х годов концентрацию геокоронального водорода к плоскости эклиптики и резкие изменения в линии Нα в приполярных областях Земли. Систематические наблюдения с его аппаратурой этих эффектов в Абастуманской обсерватории накопили к концу XX века ценный наблюдательный материал за три 11-летних цикла солнечной активности. В 1980-е годы разработал оригинальный Фабри—Перо спектрограф и выполнил с его помощью не имевшие аналогов исследования движения околосолнечной пыли. Неоднократно принимал участие в экспедициях по наблюдениям солнечных затмений, параллельно разрабатывая аппаратуру дня изучения солнечной короны. В конце 1990-х годов под руководством П. В. Щеглова его учениками был сконструирован «интерференционный спектрометр» — двухлучевой прибор ДЛП для выявления необычных турбулентных движений в планетарных туманностях.
Наряду с астрофизическими наблюдениями П. В. Щеглов занимался исследованием астроклимата с целью выбора мест для новых астрономических обсерваторий. Под его руководством в 1967 — 1971 годах был подтверждён статус двух изолированных горных вершин в Таджикистане — Санглок и Минчукур — как мест с идеальным астроклиматом. При достижении этой цели использовался разработанный Щегловым фотоэлектрический прибор для получения количественных характеристик атмосферных возмущений.
На Астрономическом отделении физфака МГУ П. В. Щеглов читал курсы «Дополнительные главы практической астрофизики» и «Введение в астрофотометрию», вёл семинары — в том числе семинар по общей астрономии с элементами истории предмета для первокурсников. Девять из его учеников защитили кандидатские диссертации, некоторые из них стали докторами наук. Автор более 120 научных работ, в том числе двух монографий. Также ему принадлежит ряд работ по истории астрономии. Приложил немало усилий для возрождения Обсерватории в старом здании ГАИШ на Пресне, превращённой ныне в подлинный музей истории науки.
Член Международного астрономического союза (МАС). В 1958 году работал в Оргкомитете проходившего в Москве X съезда МАС.

## Избранные публикации
- Щеглов П. В. Электронная телескопия. — М.: Физматгиз, 1963. — 195 с.
- Щеглов П. В. Инструменты и приборы // Развитие астрономии в СССР. 1917—1967. — М.: Наука, 1967. — С. 21—39. — 476 с. — (Советская наука и техника за 50 лет).
- Щеглов П. В. Проблемы оптической астрономии. — М.: Наука, 1980. — 271 с.
- Щеглов П. В. Солнечные затмения. — М.: Знание, 1981. — 64 с.
- Щеглов П. В. Отражённые в небе мифы Земли. — 2-е изд., доп.. — М.: Наука, 1996. — 142 с. — ISBN 5-02-014140-2.